# Burden-Passage
Die Burden-Passage (in Argentinien Estrecho Burden, in Chile Paso Burden) ist eine Meerenge zwischen der Bransfield-Insel und der D’Urville-Insel vor der Nordostküste des antarktischen Grahamlands.
Sie wurde 1947 vom Falkland Islands Dependencies Survey kartiert. Benannt ist er nach dem Kanadier Eugene Moores Burden (1892–1979), der als Kapitän des Robbenfängers Trepassye diesen Seeweg im Januar 1947 als Erster durchfuhr.